# Fernando Cassinello
Fernando Cassinello Pérez (Almería, 30 de marzo de 1928-Madrid, 19 de agosto de 1975), fue un destacado Arquitecto, Catedrático de Universidad e Investigador sobre estructuras de hormigón y materiales. Publicó varios libros, centenares de artículos e impartió decenas de conferencias por todo el mundo. Sus obras de arquitectura se podrían encuadrar en el racionalismo brutalista. De algún modo perteneció a la segunda generación del Movimiento Moderno y en sus obras de arquitectura siempre se producía un trabajo de investigación estructural. Falleció con solo 47 años de edad.

## Reseña biográfica
En 1945 realizó el curso introductorio en la Universidad de Madrid, ingresando en la Escuela de Arquitectura al año siguiente, y titulándose el 28 de julio de 1954. Durante los tres últimos años de su formación, disfrutó de la Beca «Carmen del Rio» de la Real Academia de Bellas Artes de San Fernando. Obtuvo el título de Doctor arquitecto el 12 de enero de 1961. En la Escuela de Arquitectura fue compañero de promoción y amigo del también arquitecto Antonio Lamela. Además forjó gran amistad con otros importantes arquitectos como Miguel Fisac, José María García de Paredes, Antonio Fernández Alba o Ricardo Aroca. Todos ellos han dejado testimonio escrito de su amistad.
Su actividad profesional descansa sobre tres pilares: la docencia, la investigación y la práctica profesional de la construcción, viviendo a caballo entre Madrid y Almería, donde tuvo sendos estudios profesionales.
Su vocación docente fue prematura: inmediatamente a la conclusión de sus estudios ingresó durante el curso 1954-1955 en la Escuela de Arquitectura de Madrid como profesor ayudante de «Construcción I y II». Durante los siguientes cursos impartió docencia en el área de Construcción, Composición y Expresión gráfica. Y el 21 de junio de 1967 consigue la plaza de Catedrático numerario del grupo XVII de la Escuela de Arquitectura de Madrid, impartiendo docencia en «Construcción II» y «Cimentaciones especiales» (Plan 1957) y «Construcción IV» (Plan 1964).
En 1950 empezó a colaborar como traductor de alemán en Informes de la Construcción donde escribió alrededor de 120 artículos. Allí se hizo amigo personal de Eduardo Torroja, con quien colaboró estrechamente. La arquitecta Pepa Cassinello —hija de Fernando— y Catedrática de la Escuela Técnica Superior de Arquitectura de Madrid es la directora de la Fundación Eduardo Torroja. Fernando Cassinello también publicó tanto sus artículos científicos como su obra en la Revista Nacional de Arquitectura, o en las revistas Cuadernos de Arquitectura y Urbanismo, Cemento y hormigón, Hormigón y Acero, Revista de Vivienda y Urbanismo, Boletín de la Sociedad Española de Cerámica, Hogar y Arquitectura, la revista Afal,... y desde luego, en la revista Informes de la Construcción, donde publicó más de un centenar de artículos.
El ladrillo despertó en él un interés más allá de entenderlo como un simple material de construcción. Escribió varias monografías, muchas de ellas publicadas por el IETcc: El ladrillo y sus fábricas (1958), Arcos de ladrillo (1958), Los amigos del ladrillo (1960), Bóvedas y cúpulas de ladrillo (1964), Muros de carga de fábricas de ladrillo (1964). Formó parte de la Comisión creada en el Ministerio de la Vivienda para la redacción de una de las Normas más importantes de la época, la MV 201 de 1972 sobre «Muros resistentes de fábrica de ladrillo». Entre los textos sobre estructuras merecen citarse Bruselas, alarde estructural (1959) y El arquitecto y la estructura (1970).
En 1973 se inicia por la Editorial Rueda la serie Construcción, con un primer volumen sobre Carpintería dedicado a la madera, seguido de Hormigonería (1974) que sin lugar a dudas es su publicación más conocida y divulgada. De forma clara y concisa, explica los componentes y la ejecución de ese material documentado, en muchos casos, con sus propias obras. Cuando falleció, estaba preparando un tercer volumen dedicado a la piedra y que se iba a titular Cantería.
Fernando Cassinello tuvo desde su posición de inicial colaborador en Informes de la Construcción una relación muy directa con el IETcc —Instituto Técnico de la Construcción y el Cemento— (IETcc, Instituto de Ciencias de la Construcción Eduardo Torroja, a partir de 1961) del Patronato “Juan de la Cierva” del CSIC. En el IETcc, fue Jefe del Departamento de Construcción y Director accidental del Instituto desde 1968 hasta 1970 —durante el cual nombró a José Antonio Torroja como Jefe del Departamento de Construcción.
Su interés por el hormigón le llevó a ser director de la Asociación Española del Hormigón Pretensado (AEHP). Y presidente de la Asociación Técnica Española del Pretensado (ATEP). Fue Full Member de la International Association for Shell Structures (IASS) fundada en 1958 por Eduardo Torroja. Cassinello también fue editor del Boletín que esa asociación de estructuras laminares editaba. En 1957 formó parte de la Comisión Nacional de Productividad Industrial que viajó a Estados Unidos para establecer contactos con entidades americanas. Ese viaje le sirvió para visitar en Taliesin West a Frank Lloyd Wright (1867-1959) con el que entablaría una buena amistad. También se relaciona con otro maestro internacional, Richard Neutra (1892-1970). En 1968, el IETcc, publicó el libro R.J. Neutra, con prólogo y edición de Fernando Cassinello, en el cual se recogen, no sólo una gran parte de los más de 30 artículos escritos por Neutra, sino también otros escritos inéditos legados por el propio Richard Neutra y su esposa, Dione. En una nota necrológica —brillantemente redactada— publicada en Informes de la Construcción (1965), Cassinello confiesa que conoció a Le Corbusier en una entrevista que le realizó en su estudio parisino de la rue de Sèvres. Asistió, junto a Javier Lahuerta en Milán al Congreso Internacional organizado por RILEM en 1962 presentando la ponencia «Resistence de Murs et Cloisons de briques». Y a las reuniones en París (1962), Londres (1963), Oslo (1965) y Kiev (1967) de las comisiones W-23 (Wall Structures) del CIB: Conseil International du Bâtiment. En el verano de 1963 realizó un viaje a Suramérica y fue ponente sobre temas estructurales en Río de Janeiro, Montevideo, Buenos Aires, Santiago de Chile y Bogotá. En 1974 lee la ponencia «El hormigón pretensado en la edificación española», como delegado del grupo español, durante el VII Congreso Internacional de la Federación Internacional de Pretensado (FIP), celebrado en Nueva York, durante los días 25 a 31 de mayo de 1974. Fue un asiduo conferenciante y en el período comprendido entre 1957 y 1969 impartió alrededor de unas setenta charlas, la mayoría en aquella España.
Su faceta más importante fue la de constructor que coincidió con el desarrollo económico y turístico de la provincia de Almería y el de la industria del cine, para la que era necesario construir hoteles para alojar a las estrellas americanas. El primero fue el Gran Hotel Almería (1967) y le siguió el Alcazaba Gran Hotel (1968) en la playa del Zapillo promovido por el empresario almeriense afincado en Barcelona José Artés de Arcos y demolido en 2007. Realizó el proyecto del conocido Mesón Gitano (1967) a los pies de la Alcazaba. También diseño la Urbanización Castell del Rey (1966) situada en la carretera El Cañarete, así como muchas de sus casas unifamiliares. También se levantan varios edificios por él proyectados en el Paseo Marítimo de Almería. Desde el centro de la ciudad hacia el Cabo de Gata se sitúan: Las Caracolas (1966), El Playa (1963), Los Tritones (1967), Las Sirenas (1965), El Playmar (1967) y las tres torres de “Star Building” (1975).
La aprobación del primer Centro de Interés Turístico Nacional (CITN) en España en 1964 a la Urbanización de Aguadulce y posteriormente a la de Roquetas de Mar, le sirvió para proyectar algunas obras importantes en Aguadulce como El Palmeral (1968) cuya estructura superior se apoya en la planta baja sobre un gran arco rebajado, Las Yuccas (1970), El Pitaco (1971), y su propia casa «El Cortijillo» (1971), frente al hotel Portomagno.
En la urbanización de Roquetas de Mar, muchos de los edificios situados en la avenida del Mediterráneo fueron proyectados por Cassinello, como Los Arenales (1969), Las Chumberas (1970), Las Gaviotas y El Concordia (1971). En septiembre de 2021, en el contexto del ‘Día Mundial del Turismo’ el Ayuntamiento de Roquetas de Mar concedió al arquitecto Fernando Cassinello (1928-1975) un Reconocimiento por su contribución a la construcción del paisaje turístico y al desarrollo de Aguadulce y de la Urbanización de Roquetas de Mar.
En Madrid construyó el Edificio Astigy o el Pabellón de Almería para la VIII Feria Internacional del Campo de 1970, donde obtuvo el primer premio como el mejor pabellón. También en la capital de España construyó dos capillas en el Instituto Eduardo Torroja. Además construyó varias viviendas unifamiliares tanto en la capital como en poblaciones de alrededor y en la Sierra de Guadarrama.
Durante un viaje a Nigeria en el verano de 1975 contrajo una enfermedad tropical y falleció de forma prematura a los 47 años de edad el 19 de agosto de 1975, habiendo dejado un enorme legado detrás.